# Versammlungsgesetze (Deutschland)
Die Versammlungsgesetze (Deutschland) sind Gesetze, die die Versammlungsfreiheit nach Art. 8 Abs. 2 GG einschränken. Das Versammlungsrecht war bis zur Föderalismusreform 2006 nach Artikel 74 Absatz 1 Nr. 3 GG a. F. Gegenstand der konkurrierenden Gesetzgebung. Seither gehört es zur Länderkompetenz. Das Bundesgesetz gilt in den Bundesländern, die es bisher nicht durch ein eigenes Versammlungsgesetz ersetzt haben, fort.
Das Bundesverfassungsgericht hat mehrfach die Bedeutung der Versammlungsfreiheit – also des Rechts zu Demonstrationen (Brokdorf-Beschluss, Fuckparade u. a.) – betont.

## Versammlungsgesetz des Bundes

### Regelungsgehalt
Der Regelungsgehalt greift weit in das Grundrecht der Versammlungsfreiheit ein. Grundsätzlich verbietet das Gesetz mehreren Personengruppen die Veranstaltung von Versammlungen oder zur Teilnahme:
- Personen, gegen die Entscheidungen nach Art. 18 GG (Aberkennung von Grundrechten) ergangen sind (bislang nicht angewandt)
- Personen, die Ziele einer verfassungswidrigen Partei oder deren Ersatzorganisation fördern wollen
- Parteien, die das Bundesverfassungsgericht als verfassungswidrig verboten hat
- Vereinigungen, die nach dem Vereinsgesetz (beziehungsweise Art. 9 Abs. 2 GG) verboten wurden

Verboten ist ferner das Tragen von Waffen und von Uniformen oder Uniformteilen zur Darstellung einer politischen Gesinnung, wobei für Jugendorganisationen hinsichtlich der Uniformen eine Ausnahmegenehmigung zu erteilen ist, wenn sich die Jugendorganisation vornehmlich der Jugendpflege (beispielsweise Pfadfinder, Jugendfeuerwehr) widmet. Auch ist es verboten, Gegenstände mit sich zu führen, die als Schutzwaffe gegen Vollstreckungsmaßnahmen z. B. der Polizei eingesetzt werden könnten (§ 17a VersammlG: Verbot von Schutzwaffen). Unter Schutzwaffen im technischen Sinne (§ 17a Abs. 1, § 27 Abs. 2 Nr. 1 Alt. 1 VersammlG) sind ausschließlich Gegenstände zu verstehen, die nach ihrer Zweckbestimmung, ihren Konstruktionsmerkmalen oder ihren besonderen Eigenschaften von vornherein dazu bestimmt sind, dem Schutz des Körpers zur Verteidigung gegen Angriffe bei kämpferischen Auseinandersetzungen zu dienen. Hierzu gehören vornehmlich Schutzschilde, Panzerungen sowie Schutzwaffen aus dem polizeilichen oder militärischen Bereich (Helme, Schutz- oder Gasmasken usw.) oder aus dem Bereich von Kampfsportarten.
Versammlungen unter freiem Himmel, die nicht auf Grund dieser Einschränkungen verboten sind, müssen vom Veranstalter 48 Stunden vor Bekanntgabe angemeldet werden. Eine Ausnahme hiervon gilt nach Rechtsprechung des Bundesverfassungsgerichts für sogenannte „Spontan-Demonstrationen“. Unter Spontanversammlungen versteht man Versammlungen, die sich aus aktuellem Anlass ohne vorherige Organisation bilden. In verfassungskonformer Auslegung des § 14 Abs. 1 VersammlG besteht für diese Versammlungen keine Anmeldepflicht, da es zum einen keinen „Leiter“ i. S. v. § 14 Abs. 2 VersammlG gibt, und zum anderen das Grundrecht aus Art. 8 Abs. 1 GG für Spontanversammlungen sonst leerliefe. Daher ist auch eine Versammlungsauflösung wegen fehlender Anmeldung (§ 15 Abs. 3 VersammlG) bei Spontanversammlungen ermessensfehlerhaft.

### Differenzierungen
Das Versammlungsgesetz differenziert zwischen
- Öffentlichen Versammlungen in geschlossenen Räumen und
- Öffentlichen Versammlungen unter freiem Himmel und Aufzüge.

Davon sind jeweils die nichtöffentlichen Versammlungen zu trennen. Die nichtöffentliche Versammlung unter freiem Himmel ist nicht denkbar, da der Ausschluss von Personen im öffentlichen Raum kaum möglich ist. Bei nichtöffentlichen Versammlungen in geschlossenen Räumen wird teilweise eine analoge Anwendung des Versammlungsgesetzes (durch die Verwaltungsgerichte) oder die Anwendung des allgemeinen Gefahrenabwehrrechts befürwortet. Spontanversammlungen müssen im Gegensatz zu anderen Versammlungen nicht angemeldet werden. Grundsätzlich sind staatliche Eingriffe in die Versammlungsfreiheit nur aufgrund des Versammlungsgesetzes und nicht über die allgemeinen Polizeigesetze (allg. Gefahrenabwehrrecht) möglich, da ansonsten der Schutz der Versammlungen leerlaufen würde. Sog. Minusmaßnahmen (im Vergleich zur Auflösung der Versammlung) sind jedoch zulässig. Seit 2001 kommt es jedoch vermehrt zu Beschränkungen der Wahl der Demonstrationsmittel.

### Auflösung der Versammlung
Die Auflösung einer Versammlung oder eines Aufzuges unter freiem Himmel bestimmt sich nach § 15 VersammlG. An die Auflösung bestehen hohe Anforderungen wegen der Weite des Grundrechts. Insbesondere in der Verhältnismäßigkeitsprüfung sind erhebliche Gründe zu finden. Wegen des hohen Verfassungsranges von Art. 8 Abs. 1 GG ist eine Auflösung nur statthaft, wenn die Versammlung
- nicht angemeldet ist (ausgenommen Spontandemonstrationen)
- von den Angaben in der Anmeldung abweicht
- gegen gesetzte Auflagen verstößt oder
- ein Verbot der Versammlung vorliegt.

Nach Absatz 2 ist seit April 2005 ein Verbot der Versammlung insbesondere dann möglich, wenn die Versammlung an einem Ort stattfindet, der von historisch herausragender Bedeutung hinsichtlich der Opfer der menschenunwürdigen Behandlung unter der NS-Herrschaft ist, und die Würde der Opfer durch eine solche Versammlung beeinträchtigt wird. Die Länder sind ermächtigt, neben dem Denkmal für die ermordeten Juden Europas in Berlin weitere Orte durch Gesetz festzulegen.

### Straf- und Bußgeldvorschriften
Mit den §§ 21–28 VersammlG werden Strafvorschriften erlassen, die damit Nebenstrafrecht darstellen. § 29 und § 29a VersammlG enthalten Ordnungswidrigkeitstatbestände.

## Versammlungsgesetze der Länder
Das Versammlungsrecht war bis zur Föderalismusreform von 2006 nach der damals geltenden Fassung von Art. 74 Abs. 1 Nr. 3 GG a.F. Gegenstand der konkurrierenden Gesetzgebungskompetenz des Bundes. Die Föderalismusreform, die am 1. September 2006 in Kraft trat, brachte eine umfangreiche Neuordnung der Gesetzgebungskompetenzen mit sich, darunter eine Verlagerung des Versammlungsrechts in die Kompetenz der Länder durch Neufassung des Art. 74 Abs. 1 Nr. 3 GG. Gleichzeitig wurde als Übergangsvorschrift ein neuer Art. 125a Abs. 1 GG erlassen, wonach Bundesrecht, das auf Grundlage einer später abgeschafften Bundeskompetenz erlassen wurde, grundsätzlich weitergilt, von den Ländern aber durch Landesrecht ersetzt werden kann. Damit ist den Ländern die Möglichkeit gegeben, das Versammlungsgesetz des Bundes durch eigene Versammlungsgesetze zu ersetzen.

### Bayern
Der Freistaat Bayern hat mit dem am 1. Oktober 2008 in Kraft getretenen Bayerischen Versammlungsgesetz (BayVersG) als erstes Bundesland von der neuen Kompetenz Gebrauch gemacht. Gegen dieses Gesetz wurde eine Verfassungsbeschwerde von Gewerkschaften, Parteien und anderen Organisationen, die regelmäßig Versammlungen veranstalten, erhoben. Einem Eilantrag gab das Bundesverfassungsgericht (BVerfG) in einem Beschluss vom 17. Februar 2009 teilweise statt. Im Beschluss des BVerfG hieß es dazu: „Der Sache nach ermächtigt Art. 9 Abs. 2 Satz 2 BayVersG zu einer anlasslosen Bildaufzeichnung des gesamten Versammlungsgeschehens.“ Bis zur Entscheidung in der Hauptsache waren Übersichtsaufzeichnungen nur zulässig, wenn tatsächliche Anhaltspunkte die Annahme rechtfertigen, dass von der Versammlung erhebliche Gefahren für die öffentliche Sicherheit oder Ordnung ausgingen.
Nachdem der bayerische Gesetzgeber die einstweilen außer Kraft gesetzten Bußgeldvorschriften größtenteils aufgegeben und auch im Übrigen zahlreiche weitere die Versammlungsfreiheit beschränkende Vorschriften teils weitgehend abgeändert hatte, die Beschwerdeführer aber an ihrer Verfassungsbeschwerde festhielten, wurde diese mit Beschluss vom 21. März 2012 nicht zur Entscheidung angenommen.

### Berlin
Zwischen 2013 und 2021 hatte Berlin nur einen Teilbereich des Versammlungsrechts durch Landesrecht neu geregelt. Mit dem Gesetz über Aufnahmen und Aufzeichnungen von Bild und Ton bei Versammlungen unter freiem Himmel und Aufzügen vom 23. April 2013 wurde § 19a VersammlG ersetzt. Im Übrigen galt das Versammlungsgesetz in Berlin vorerst weiter.
Am 11. Februar 2021 verabschiedete das Abgeordnetenhaus von Berlin ein eigenes Versammlungsgesetz für das Land Berlin, das Versammlungsfreiheitsgesetz (VersFG). Wesentliche inhaltliche Besonderheiten des Gesetzes sind:
- kein Bezug auf öffentliche Ordnung
- Legaldefinition Versammlung, § 2 I VersFG
- Deeskalationsgebot, § 3 IV VersFG
- ordnungswidrigkeits- bzw. strafbewehrtes Störungsverbot, §§ 8, 26 I, 27 I Nr. 3 VersFG
- Uniformverbot auch in Bezug auf „einheitliches Erscheinungsverbot vermittelnde Kleidungsstücke“, soweit dies dazu geeignet ist, Gewaltbereitschaft zu vermitteln, §§ 9 II, 27 I Nr. 6 VersFG
- Rückgriff auf Allgemeines Sicherheits- und Ordnungsgesetz (ASOG), § 10 VersFG
- keine Anzeigepflicht bei Spontanversammlungen, § 12 VII VersFG
- Rechtsgrundlage zum Verbot oder zur Auflösung von Demonstrationen bei u. a. an NS-Gewaltherrschaft anknüpfende Versammlungen und an Orten mit an die NS-Gewaltherrschaft erinnernder hoher Symbolkraft, § 14 II 1 VersFG
- Rechtsgrundlage zum Verbot oder zur Auflösung von Demonstrationen, die geeignet sind, Gewaltbereitschaft zu vermitteln und dadurch gegen das sittliche Empfinden der Bürger verstoßen, dadurch de facto Rückgriff auf das Rechtskonstrukt der öffentlichen Ordnung, § 14 II 2 VersFG
- Versammlungsbehörde kann Versammlungsteilnehmern schon vorab die Teilnahme an der Versammlung verbieten, § 16 VersFG
- widersprüchlicher § 17 VersFG, der einerseits die Beschlagnahmung von Vermummungs- und Schutzausrüstung rechtfertigt, während zugleich § 19 VersFG explizit kein Verbot der Mitnahme von Vermummungs- und Schutzausrüstung vorsieht
- Vermummungs- und Schutzausrüstung nur dann, wenn es durch die Versammlungsbehörde angeordnet wird, dann zugleich strafbewehrt, §§ 19, 26 II Nr. 3 VersFG

Im Anhörungsverfahren kritisierte der Republikanische Anwältinnen- und Anwälteverein (RAV), die Vereinigung Demokratischer Juristinnen und Juristen (VDJ) und das Komitee für Grundrechte und Demokratie die Erweiterung polizeilicher Befugnisse durch das VersFG. Als Mindestanforderung an das Versammlungsgesetz forderten RAV, VDJ und Grundrechtekomitee, die Versammlungsbehörde dürfe nicht Teil der Polizei sein, die Abschaffung der generellen Anmeldepflicht für Versammlungen, die Abschaffung des Vermummungs- und Schutzausrüstungsverbotes, die Streichung des Rückgriffes auf das ASOG, die Streichung der Aufweichung der Integrität von Versammlungen durch die Ausschluss- und Durchsuchungsvorschriften, die Streichung der Erweiterung der Versammlungsverbots- und -beschränkungstatbestände, eine Begrenzung des Anwesenheitsrechts der Polizei und die Begrenzung von Video- und Tonaufnahmen bei Versammlungen. Das Deeskalationsgebot kritisierten RAV, VDJ und Grundrechtekomitee als eines, das keines sei, sondern vielmehr die Polizei zum Einschreiten ermutige. Es sei abzuschaffen. Die Gesellschaft für Freiheitsrechte kritisierte die weiterhin durch das Gesetz ermöglichte Kriminalisierung der Vermummung sowie die Ausweitung von Überwachungsbefugnissen durch das VersFG.
Die Linke-Fraktion, die den damaligen Senat Müller II unterstützte, bezeichnete das Gesetz als liberal. Die Opposition und die GdP kritisierten die Einschränkung des Vermummungsverbotes sowie die Einschränkung von polizeilichen Videoaufnahmen.

### Hessen
Am 21. März 2023 beschloss der Hessische Landtag für das Bundesland ein eigenes Versammlungsgesetz.

### Niedersachsen
Das Niedersächsische Versammlungsgesetz (NVersG) vom 7. Oktober 2010 trat nach umfassenden Änderungen des Gesetzentwurfes am 1. Februar 2011 in Kraft. Eine Verfassungsbeschwerde nahm das Bundesverfassungsgericht nicht zur Entscheidung an.

### Nordrhein-Westfalen
Am 7. Januar 2022 trat das Versammlungsgesetz des Landes Nordrhein-Westfalen in Kraft.

### Sachsen
Im Freistaat Sachsen wurde das Versammlungsgesetz des Bundes mittels einer Neubekanntmachung vom 20. Januar 2010 in Landesrecht überführt; dieses Sächsische Versammlungsgesetz wurde durch den Verfassungsgerichtshof des Freistaates Sachsen mit Urteil vom 19. April 2011 aus formellen Gründen für nicht vereinbar mit der Verfassung des Freistaates Sachsen erklärt.
Am 25. Januar 2012 verabschiedete der Sächsische Landtag ein neues Sächsisches Versammlungsgesetz, das am 2. Februar 2012 in Kraft getreten ist.
Am 1. September 2024 trat das Sächsische Versammlungsgesetz vom 22. Juli 2024 in Kraft.

### Sachsen-Anhalt
In Sachsen-Anhalt trat das Landesversammlungsgesetz (VersammlG LSA) vom 3. Dezember 2009 am 12. Dezember 2009 in Kraft.

### Schleswig-Holstein
Auch Schleswig-Holstein hat von seiner Gesetzgebungskompetenz Gebrauch gemacht und am 18. Juni 2015 das Versammlungsfreiheitsgesetz (VersFG SH) erlassen, welches am 1. Juli 2015 in Kraft getreten ist.